# Menophra taiwana
Menophra taiwana är en fjärilsart som beskrevs av Alfred Ernest Wileman 1910. Menophra taiwana ingår i släktet Menophra och familjen mätare. Inga underarter finns listade i Catalogue of Life.

## Bildgalleri

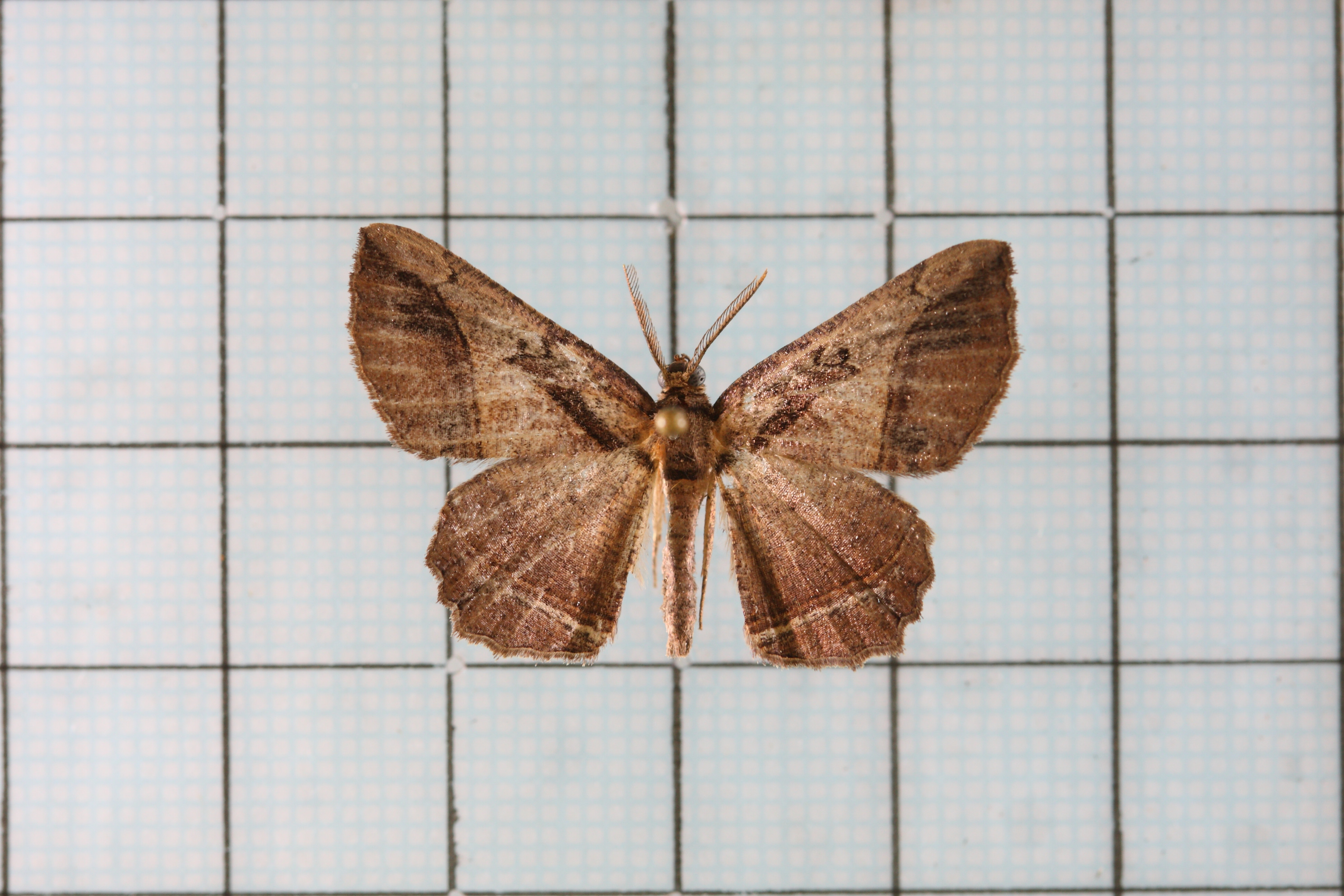